# Европско првенство у атлетици у дворани 1972 — штафета 4 x 2 круга за мушкарце
Такмичење штафета 4 х 2 круга у мушкој конкуренцији на трећем Европском првенству у атлетици у дворани 1972. 11. марта 1972. у Палати спортова у Греноблу, Француска.
Пошто је кружна стаза у Греноблу износила 180 метара, није се могло одржати такмичење штафета 4 х 400 метара јер су два круга уместо 400 метара износила 360, тако да је било немогуће измене извршити на местима које та трка по правилима ИААФ предвиђа, па је назив ове дисциплине био штафета 4 х 2 круга.
Учествовало је 12 такмичара у 3 штафете из исто толико земаља.

## Резултати
Због малог броја учесника одржана је само финална трка, а све три штафете су освојиле по медаљу.

### Коначан пласман
| Пласман | Атлетичар                                                     | Земља           | Резултат | Белешка |
| ------- | ------------------------------------------------------------- | --------------- | -------- | ------- |
|         | Јан Вернер, Валдемар Корицки, Јан Балаховски, Анджеј Баденски | Пољска          | 2:46,4   |         |
|         | Peter Bernreuther, Rolf Krüsmann, Георг Никлес, Улрих Рајх    | Западна Немачка | 2:46,9   |         |
|         | Патрик Салвадор, Анде Паоли, Мишел Даш, Жил Бертул            | Француска       | 2:50,2   |         |